# 510 î.Hr.
Secole: Secolul al VII-lea î.Hr. - Secolul al VI-lea î.Hr. - Secolul al V-lea î.Hr.
Decenii: Anii 540 î.Hr. Anii 530 î.Hr. Anii 520 î.Hr. - Anii 510 î.Hr. - Anii 500 î.Hr. Anii 490 î.Hr. Anii 480 î.Hr.
Anii: 511 î.Hr. 512 î.Hr. 511 î.Hr. 509 î.Hr. 509 î.Hr. 508 î.Hr. 507 î.Hr.

## Evenimente
- Sfârșitul Regatului Roman și începutul Republicii Romane.